# Rajko Kuzmanović
Rajko Kuzmanović (serbiska: Рајко Кузмановић), född 1 december 1931, är en bosnienserbisk socialdemokrat som från den 7 december 2007 till den 15 november 2010 var president i Republika Srpska.
Han tillhör Alliansen av Oberoende socialdemokrater.